# Хуан Ајусо
Хуан Ајусо Песквера (шп. Juan Ayuso Pesquera; 16. септембар 2002) шпански је бициклиста који тренутно вози за  ворлд тур тим УАЕ тим емирејтс ХРГ. Једанпут је завршио Вуелта а Еспању на трећем мјесту, гдје је такође једном освојио класификацију за најбољег младог возача, док је по једном освојио Вуелта ал Паис Баско, Трофео Лајгвеља и Тирено—Адријатико.
Као јуниор, освојио је два пута првенство Шпаније у друмској вожњи и једном у вожњи на хронометар, док је такође освојио Бејби Ђиро, на којем је освојио све класификације, уз три етапне побједе. Професионалну каријеру почео је 2021. у тиму УАЕ тим емирејтс, али је возио трке за возаче до 23 године. Године 2022. завршио је Тур де Романди на четвртом и Вуелта а Каталуњу на петом мјесту, док је у финишу сезоне возио прву гранд тур трку — Вуелта а Еспању, коју је завршио на трећем мјесту, поставши најмлађи возач икада који је завршио Вуелту на подијуму и други најмлађи возач у историји који је неку гранд тур трку завршио на подијуму, након Анрија Корнеа. Године 2023. завршио је Тур де Свис на другом мјесту, иза Матијаса Скјелмосеа, уз двије етапне побједе, док је у финишу сезоне завршио Вуелта а Еспању на четвртом мјесту, уз освојену класификацију за најбољег младог возача. Године 2024. освојио је Вуелту ал Паис Баско и завршио је Тирено—Адријатико на другом мјесту.

## Јуниорска каријера
Ајусо је рођен у Барселони, а недуго након његовог рођења, породица се преселила у Атланту, гдје је почео да се бави бициклизмом са седам година. Када је напунио осам година, породица се вратила у Шпанију, у град Хавеа, у покрајини Аликанте, гдје је наставио да вози бицикл. У млађим категоријама, на тркама би нападао на 60 km до циља и остваривао би соло побједу. Његов тренер је од јуниорског доба Ињиго сан Милан, који је такође и тренер Тадеја Погачара, а рекао је да је Ајусо највећи професионалац кога је икада срео и да је потребно да га неко заустави јер он сам неће да стане, изјавивши: „ако му кажете да ради четири сата, урадиће четири сата и један минут у случају да је морао да кочи на семафору.“
Године 2017. са 15. година, освојио је првенство Шпаније за новајлије и у друмској и у вожњи на хронометар, гдје је побиједио испред Карлоса Родригеза, а затим је 2018. освојио првенство у вожњи на хронометар. Године 2019. освојио је првенство Шпаније у друмској вожњи за јуниоре, док је у вожњи на хронометар завршио на трећем мјесту, а првенство је освојио Родригез. Крајем године, учествовао је у тренинг кампу УАЕ тим емирејтса, гдје су му дали њихов колнаго бицикл да вози током сезоне 2020. Почетком 2020. освојио је првенство Шпаније за јуниоре у друмској вожњи по други пут, док је по први пут освојио првенство у вожњи на хронометар. Остварио је шест побједа, након чега је у априлу потписао петогодишњи уговор са тимом УАЕ тим емирејтс и прослијеђен је у развојни тим Колпак за сезону 2021.
Сезону 2021. почео је на Сетимана ди Копи е Бартали, трци за професионалце, гдје је четврту етапу завршио на шестом мјесту у спринту мале групе, са истим временом као и побједник — Јонас Вингегор. Последњу, пету етапу, завршио је на петом мјесту, 19 секунди иза Микела Онореа и трку је завршио на 17 мјесту у генералном пласману, два и по минута иза Вингегора. У априлу, освојио је Трофео Пива, као и Ђиро дел Белведере испред Виктора Потоцког, након чега је, крајем априла, освојио трку Ђиро ди Ромања пер Данте Алигијери, која је посвећена пјеснику Дантеу Алигијерију, уз двије етапне побједе и освојену брдску и класификацију за најбољег младог возача. У јуну, возио је Ђиро чиклистико д’Италија трку, познату као Бејби Ђиро или Ђиро д’Италија за возаче до 23 године. На другој етапи, Ајусо је напао на успону Галистерна, на спусту су га достигли Алесандро Вере и Хенок Мулубран, али је побиједио у спринту и преузео лидерску мајицу. Хронометар на четвртој етапи завршио је на осмом мјесту, 30 секунди иза сувозача — Филипа Барончинија и пао је на четврто мјесто у генералном пласману. На петој етапи, бјегунци су достигнути на последњем успону, гдје су се одвојили Бен Хили, Бен Тарнер, Том Глог, Харисон Вуд, Хенри Ванденабеле, Тобијас Халанд Јоханесен и Ајусо. Хили је напао након достизања бјегунаца, али су га пратили Ванденабеле, Јоханесен и Ајусо, након чега је Ајусо напао и остварио соло побједу, минут испред Јоханесена и Хилија и поново је преузео лидерску мајицу. На седмој етапи, Јоханесен, Ванденабеле, Глог, Хесус Пења и Ајусо су се одвојили из главне групе, након чега су достигли бјегунце на последњем успону. Ајусо је изашао на чело групе, возио је на темпо, због чега су отпали сви осим Пење, а након што је напао, отпао је и Пења. Ајусо је наставио да вози на темпо до циља и остварио је трећу етапну побједу, 52 секунде испред Пење и повећао је предност у генералном пласману на скоро три минута испред Јоханесена. На последњој брдској, деветој етапи, Глог и Ајусо су пали у првом дијелу етапе, на калдрмисаном путу, али су се вратили у главну групу прије последњих успона. На првом прелазу преко успона Невегал, тим Тринити рејсинг је радио на челу групе и у главној групи је остало око 20 возача. Након што су достигли бјегунце, у последњих шест километара су нападали Глог, Асбјерн Хелемосе и Андерс Халанд Јоханесен, али нису могли да се одвоје. У финишу, Андерс Воизар је напао и остварио побједу, док је Ајусо завршио на другом мјесту, двије секунде иза. Последња, десета етапа, била је равна и Ајусо је освојио трку два минута и 55 секунди испред Тобијаса Јоханесена, поставши први шпански побједник и најмлађи побједник трке у историји. Такође, освојио је и све остале класификације на трци: класификацију по поенима, брдску и класификацију за најбољег младог возача. Иако је требало да се придружи тиму УАЕ тим емирејтс од 1. августа, након освајања Бејби Ђира, одмах је прешао у тим, а крајем јула возио је своју прву ворлд тур трку у каријери — Класик Сан Себастијан, који је завршио на 18 мјесту, минут и по иза Нилсона Паулеса. У септембру, возио је друмску трку за возаче до 23 године на Европском првенству, гдје је био лидер Шпаније, за коју су возили још Раул Гарсија, Игор Аријета, Марк Брустења, Пау Микел и Ксавијер Аспарен. Трка је била дуга 133 km, а вожено је десет кругова. У последњем кругу, Ајусо је напао у покушају да стигне бјегунца — Ленерта ван Етвелта, а пратило га је још шест возача. Филипо Цана је напао на 2 km до циља, али су остали пратили; у спринту, побиједио је Тибо Нис испред Филипа Барончинија, док је Ајусо завршио на трећем мјесту и освојио бронзану медаљу.